# Gran Ginebra
La Gran Ginebra (Grand Genève en francés) es una aglomeración urbana transnacional que cubre la ciudad y el cantón de Ginebra, el distrito de Nyon en Suiza, y partes del departamento de Alta Saboya, de Ain en Francia.
La zona del Gran Ginebra está compuesta por 212 municipios suizos y franceses, incluyendo Thonon-les-Bains (45 en el cantón de Ginebra, 47 en el distrito de Nyon, 42 en el departement de Ain y 78 el departamento de Alta Saboya). Cubre un área de 2000 km² y tiene una población aproximada de 946,000 personas.

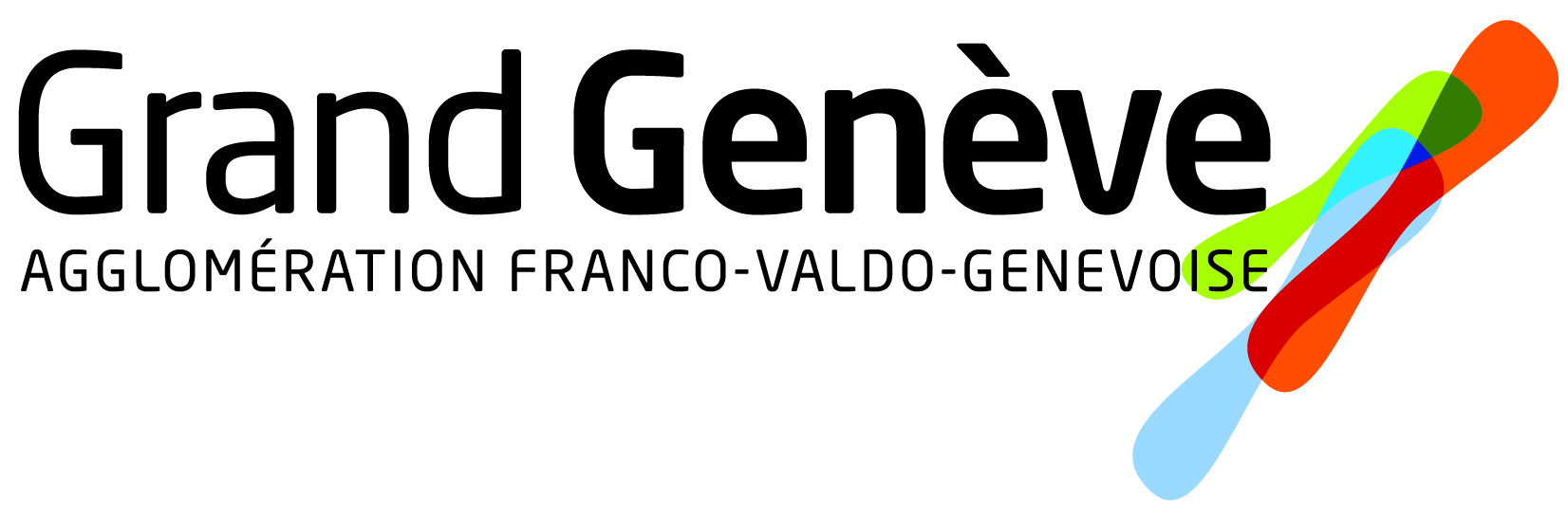
Logotipo de la Gran Ginebra.

## Municipios

### Ain
- Communauté de communes du Pays Bellegardien

Billiat, Champfromier, Chanay, Confort, Giron, Injoux-Génissiat, Montanges, Plagne, Saint-Germain-de-Joux, Surjoux-Lhopital, Valserhône, Villes
- Pays de Gex Agglo

Cessy, Challex, Chevry, Chézery-Forens, Collonges, Crozet, Divonne-les-Bains, Échenevex, Farges, Ferney-Voltaire, Gex, Grilly, Léaz, Lélex, Mijoux, Ornex, Péron, Pougny, Prévessin-Moëns, Saint-Genis-Pouilly, Saint-Jean-de-Gonville, Sauverny, Ségny, Sergy, Thoiry, Versonnex, Vesancy

### Haute-Savoie
- Communauté d'agglomération Annemasse Agglo

Ambilly
Annemasse
Bonne
Cranves-Sales
Étrembières
Gaillard
Juvigny
Lucinges
Machilly
Saint-Cergues
Vétraz-Monthoux
Ville-la-Grand
- Communauté de communes Arve et Salève

Arbusigny
Arthaz-Pont-Notre-Dame
La Muraz
Monnetier-Mornex
Nangy
Pers-Jussy
Reignier-Esery
Scientrier
- Communauté de communes du Bas Chablais

Anthy-sur-Léman
Ballaison
Bons-en-Chablais
Brenthonne
Chens-sur-Léman
Douvaine
Excenevex
Fessy
Loisin
Lully
Margencel
Massongy
Messery
Nernier
Sciez
Veigy-Foncenex
Yvoire
- Communauté de communes des Collines du Léman

Allinges
Armoy
Cervens
Draillant
Lyaud
Orcier
Perrignier
- Communauté de communes Faucigny-Glières

Ayse
Bonneville
Brizon
Contamine-sur-Arve
Le Petit-Bornand-les-Glières
Marignier
Vougy
- Communauté de communes du Genevois savoyard

Archamps
Beaumont
Bossey
Chênex
Chevrier
Collonges-sous-Salève
Dingy-en-Vuache
Feigères
Jonzier-Épagny
Neydens
Présilly
Saint-Julien-en-Genevois
Savigny
Valleiry
Vers
Viry
Vulbens
- Communauté de communes du Pays Rochois

Amancy
Arenthon
Cornier
Etaux
La Chapelle-Rambaud
La Roche-sur-Foron
Saint-Laurent
Saint-Pierre-en-Faucigny
Saint-Sixt
- Ville de Thonon-les-Bains

## Transportes

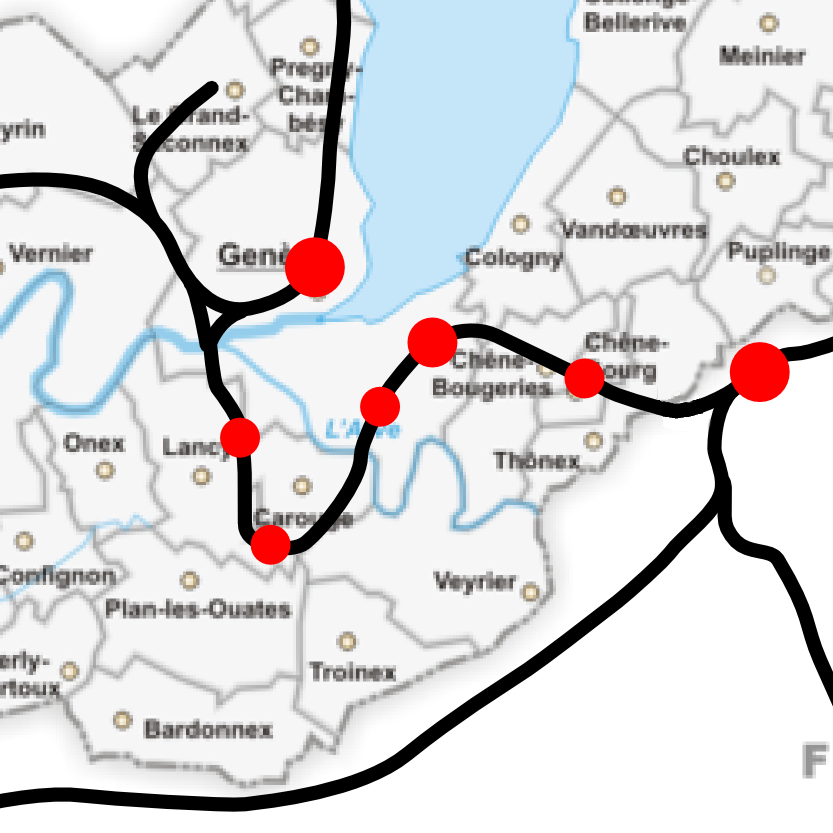
Mapa del Léman Express, proyecto de línea ferroviaria.

### Canton de Ginebra
Aire-la-Ville
Anières
Avully
Avusy
Bardonnex
Bellevue
Bernex
Carouge
Cartigny
Céligny
Chancy
Chêne-Bougeries
Chêne-Bourg
Choulex
Collex-Bossy	
Collonge-Bellerive
Cologny
Confignon
Corsier
Dardagny
Genève
Genthod
Grand-Saconnex
Gy
Hermance
Jussy
Laconnex
Lancy
Meinier 
Meyrin
Onex
Perly-Certoux
Plan-les-Ouates
Pregny-Chambésy
Presinge
Puplinge
Russin
Satigny
Soral
Thônex
Troinex
Vandœuvres
Vernier
Versoix
Veyrier

### Distrito de Nyon
Arnex-sur-Nyon
Arzier
Bassins
Begnins
Bogis-Bossey
Borex
Bursinel
Bursins
Burtigny
Chavannes-de-Bogis
Chavannes-des-Bois
Chéserex
Coinsins
Commugny
Coppet
Crans-près-Céligny
Crassier
Duillier
Dully
Essertines-sur-Rolle
Eysins
Founex
Genolier
Gilly
Gingins
Givrins
Gland
Grens
La Rippe
Le Vaud
Longirod
Luins
Marchissy
Mies
Mont-sur-Rolle
Nyon
Perroy
Prangins
Rolle
Saint-Cergue
Saint-George
Signy-Avenex
Tannay
Tartegnin
Trélex
Vich
Vinzel